# Medaglia interalleata della vittoria (Stati Uniti d'America)
La medaglia interalleata della vittoria americana fu istituita inizialmente nel 1919 per le forze armate degli Stati Uniti. 
La medaglia originariamente doveva essere autorizzata con un atto del Congresso, ma il disegno di legge non passò mai e si lasciò che i dicasteri della Difesa la istituissero mediante Ordini Generali.
L'Esercito istituì la World War I Victory Medal con il War Department General Order n. 48 dell'aprile 1919 che la assegnarono ad ogni membro delle forze armate statunitensi che avesse prestato servizio:
- tra il 6 aprile 1917 e l'11 novembre 1918;
- tra il 12 novembre 1918 ed il 5 agosto 1919 con il Corpo di spedizione americano nella Russia europea;
- tra il 23 novembre 1918 ed il 1º aprile 1920 con l'American Expeditionary Force Siberia.

La Marina seguì stabilendo propri criteri di assegnazione della medaglia e relative barrette con i Navy Department General Order n. 482 del 30 giugno 1919.
La concessione della medaglia fu estesa anche a chi, pur non facendo parte della Marina, aveva lavorato a fianco delle forze navali durante la guerra, includendo così la U.S. Coast Guard, il Lighthouse Service e alcuni ufficiali medici dello U.S. Public Health Service che avevano prestato servizio a bordo dei cutter della Guardia Costiera.
Per disegnare la medaglia fu scelto James Earle Fraser.

## Denominazione

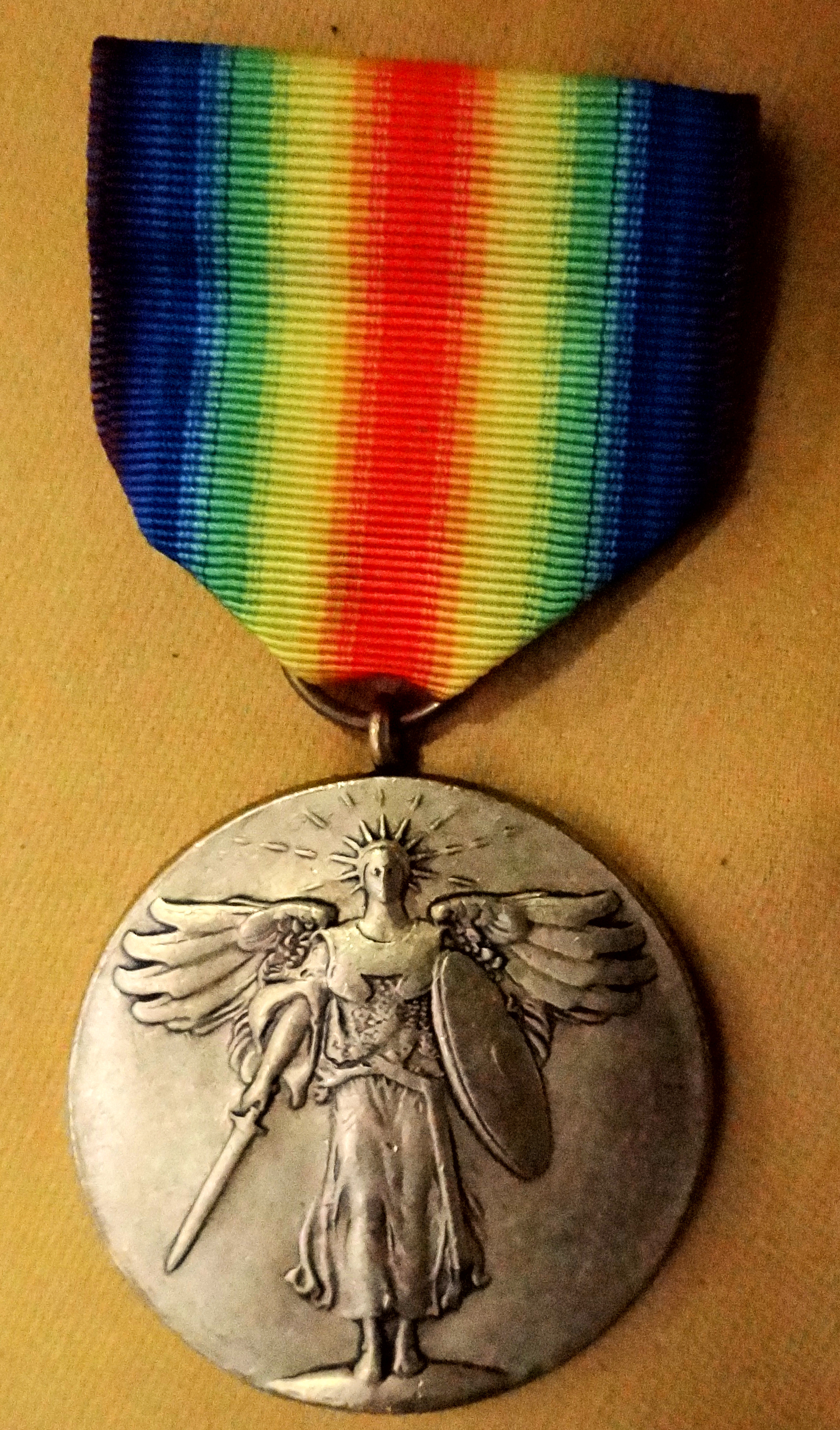
Prima versione, con attacco ad anello.

La World War I Victory Medal originariamente era conosciuta semplicemente come Victory Medal.
Nel 1945 fu creata la World War II Victory Medal (Medaglia della vittoria della Seconda guerra mondiale) sotto forma di Victory Ribbon (Nastrino della vittoria).
Tra il 1945 ed il 1947 le due decorazioni erano conosciute come la Victory Medal ed il Victory Ribbon. 
Nel 1947, quando il Victory Ribbon divenne una medaglia vera e propria, come World War II Victory Medal, la vecchia Victory Medal assunse il suo nome attuale: World War I Victory Medal. 
Tuttavia, su alcuni documenti militari, si continuò fino agli anni cinquanta ad annotare la decorazione con il suo nome precedente e la medaglia fu spesso chiamata Victory Medal (WWI).

## Insegne

### Medaglia
La medaglia è costituita da un disco di bronzo del diametro di un pollice e sette sedicesimi (36 mm.).
Diritto
Al centro una rappresentazione della vittoria alata in piedi su un globo, di fronte, che indossa una corona simile a quella della Statua della Libertà ed ha uno scudo sul braccio sinistro ed una spada nella mano destra.
Rovescio
Al centro un fascio, con in mezzo un'alta ascia bipenne medievale, sovrapposto ad uno scudo simile a quello presente nello Stemma degli Stati Uniti d'America che reca le lettere U S nella parte superiore.
Le lettere sono divise dal fascio e dall'ascia che si estendono sopra e sotto lo scudo.
I nomi delle 14 nazioni alleate ed associate sono ai lati dello scudo: "GREAT BRITAIN", "BELGIUM", "BRAZIL", "PORTUGAL", "RUMANIA" e "CHINA" a destra e "FRANCE", "ITALY", "SERBIA", "JAPAN", "MONTENEGRO", "RUSSIA" e "GREECE" a sinistra.
Sul bordo, in alto vi è l'iscrizione "THE GREAT WAR FOR CIVILIZATION" e sei stelle nella parte inferiore.

### Barrette
Per la World War I Victory Medal fu autorizzata una grande varietà di barrette da apporre sul nastrino per indicare la partecipazione ad una specifica battaglia o campagna militare oppure un particolare servizio prestato.

#### Barrette di battaglia dell'Esercito

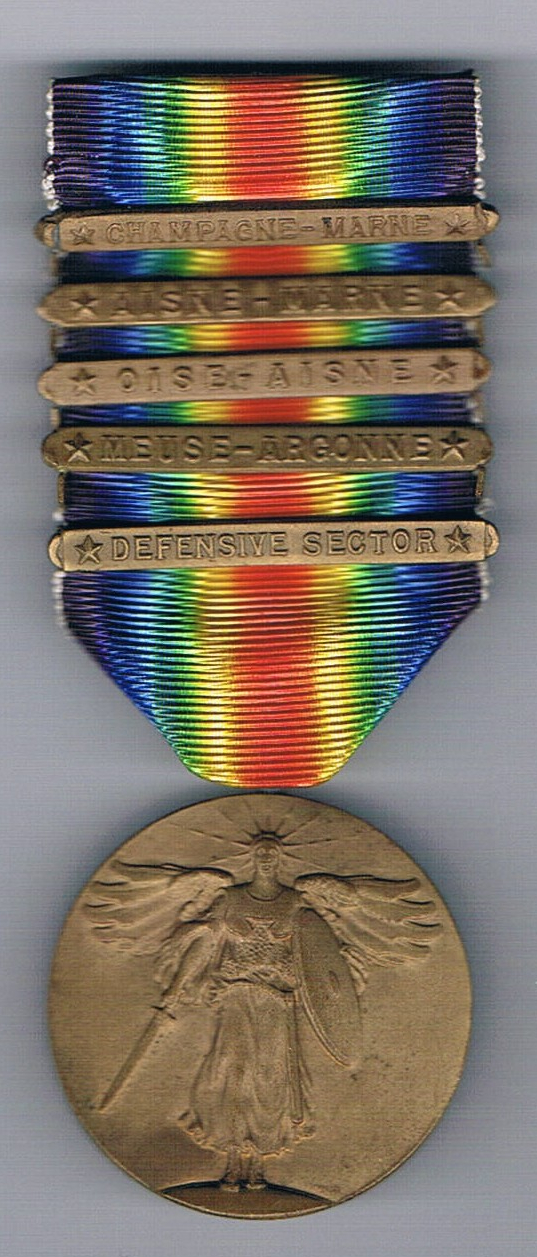
Medaglia con 5 barrette.

Le barrette di battaglia (battle clasps) dell'U.S.Army sono in bronzo, lunghe 38 mm e alte 3 mm (1 e ½ pollice e 1/8 di pollice), con le estremità arrotondate e recano, tra due stelle, una delle seguenti iscrizioni che ricordano le principali battaglie di terra della Prima Guerra Mondiale nelle quali hanno combattuto forze statunitensi:
Aisne(27 maggio - 5 giugno 1918)
Aisne-Marne(18 luglio - 6 agosto 1918)
Cambrai(12 maggio - 4 dicembre 1917)
Champagne-Marne(15-18 luglio 1918)
Lys(9-27 aprile 1918)
Meuse-Argonne(26 settembre - 11 novembre 1918)
Montdidier-Noyon(9-13 giugno 1918)
Oise-Aisne(18 agosto - 11 novembre, 1918)
St. Mihiel(12-16 settembre 1918)
Somme-Defensive(21 marzo - 6 aprile 1918)
Somme-Offensive(8 agosto - 11 novembre 1918)
Vittorio-Veneto(24 ottobre - 4 novembre 1918)
Ypres-Lys(19 agosto - 11 novembre 1918)
Defensive SectorAutorizzata per chi aveva prestato servizio generico nella difesa senza coinvolgimento in una specifica battaglia, fu assegnata anche per ogni battaglia che non avesse una sua propria barretta.

#### Barrette di servizio dell'Esercito
Per i non combattenti in servizio nell'Esercito durante la Prima guerra mondiale, furono autorizzate le seguenti barrette di servizio, da indossare con World War I Victory Medal, che recano iscritto il nome del paese o regione dove il servizio di supporto era stato svolto, senza le stellette presenti sulle barrette di battaglia.
In seguito, anche la U.S. Navy autorizzò l'uso delle barrette di servizio dell'Esercito.
EnglandDestinata a chi aveva prestato servizio solo in Inghilterra e non altrove tra il 6 aprile 1917 e l'11 novembre 1918. Il 5 ottobre 1940 il Segretario della Marina estese la decorazione al personale della Marina e del Corpo dei Marines che, prima dell'11 novembre 1918 era salpato dagli Stati Uniti diretto in Inghilterra.
FrancePer servizio prestato in Francia tra il 6 aprile 1917 e l'11 novembre 1918. Il 5 ottobre 1940 il Segretario della Marina estese la decorazione al personale della Marina e del Corpo dei Marines che, prima dell'11 novembre 1918 era salpato dagli Stati Uniti diretto in Francia.
ItalyPer servizio prestato in Italia tra il 6 aprile 1917 e l'11 novembre 1918. Il 5 ottobre 1940 il Segretario della Marina estese la decorazione al personale della Marina e del Corpo dei Marines che, prima dell'11 novembre 1918 era salpato dagli Stati Uniti diretto in Italia.
RussiaPer servizio prestato nella Russia Europea dal personale dello U.S. Army. Nel 1933 la Marina autorizzò la barretta di servizio dell'Esercito per il personale navale che aveva prestato servizio a terra nella Russia settentrionale tra il 12 novembre 1918 e il 31 luglio 1919.
SiberiaPer servizio prestato in Siberia dal personale dello U.S. Army. Nel 1933 la Marina autorizzò la barretta di servizio dell'Esercito per il personale navale che aveva prestato servizio a terra in Siberia il 12 novembre 1918 e il 30 marzo 1920.

#### Barrette della Marina
Per servizi connessi alla guerra per mare, anche la Marina istituì una serie di barrette in bronzo da apporre sul nastrino della World War I Victory Medal e stabilì i criteri di assegnazione della medaglia e delle barrette; queste sono rettangolari con il bordo sagomato come una corda, lunghe circa un pollice e mezzo ed alte approssimativamente 1/8 di pollice, recano inciso il nome del tipo di incarico che era stato espletato dal recipiente:
Armed GuardPer il personale regolarmente impiegato su una nave di scorta per un viaggio attraverso il Nord Atlantico tra il 6 aprile 1917 e l'11 novembre 1918.
AsiaticPer servizio su qualsiasi nave che tra il 6 aprile 1917 e l'11 novembre 1918 abbia toccato un porto siberiano o che tra il 12 novembre 1918 ed il 30 marzo 1920 si sia fermata in un porto siberiano per non meno di dieci giorni.
Atlantic FleetPer servizio nell'Atlantic Fleet tra il 25 maggio e l'11 novembre 1918 e per servizio su navi appoggio o ausiliarie prestato ad ovest del trentaseiesimo meridiano tra il 25 maggio 1918 e l'11 novembre 1918.
AviationPer servizio prestato a terra che implicava il sorvolo in mare aperto ad est del trentaseiesimo meridiano ed a nord dell'equatore tra il 6 aprile 1917 ed l'11 novembre 1918 e nell'Oceano Atlantico a nord dell'equatore tra il 25 maggio e l'11 novembre 1918.
DestroyerPer servizio sui cacciatorpediniere prestato in alto mare ad est del trentaseiesimo meridiano ed a nord dell'equatore tra il 6 aprile 1917 ed l'11 novembre 1918 e nell'Oceano Atlantico a nord dell'equatore tra il 25 maggio e l'11 novembre 1918.
EscortPer il personale regolarmente impiegato nella scorta di navi nel Nord Atlantico tra il 6 aprile 1917 e l'11 novembre 1918.
Grand FleetPer il personale assegnato a qualsiasi nave della United States Grand Fleet tra il 9 dicembre 1917 e l'11 novembre 1918.
Mine LayingPer servizio in mare con compito di posa mine tra il 26 maggio e l'11 novembre 1918.
Mine SweepingPer servizio in mare con compiti di sminamento tra il 6 aprile 1917 fino al termine dello sminamento.
Mobile BasePer servizio su navi appoggio o ausiliarie, prestato ad est del trentaseiesimo meridiano e a nord dell'equatore, tra il 6 aprile 1917 e l'11 novembre 1918.
Naval BatteryPer servizio prestato a terra come membro di un distaccamento di artiglieria navale tra il 10 luglio e l'11 novembre 1918.
OverseasPer servizio a terra in Europa, nei paesi alleati o nemici, tra il 6 aprile 1918 e l'11 novembre 1918.
PatrolPer qualsiasi servizio in alto mare, prestato ad est del trentaseiesimo meridiano ed a nord dell'equatore tra il 6 aprile 1917 ed l'11 novembre 1918 e nell'Oceano Atlantico a nord dell'equatore tra il 25 maggio e l'11 novembre 1918.
SalvagePer servizio di soccorso in mare prestato tra il 6 aprile 1917 e l'11 novembre 1918.
SubmarinePer servizio su sottomarini in alto mare prestato ad est del trentaseiesimo meridiano ed a nord dell'equatore tra il 6 aprile 1917 ed l'11 novembre 1918 e nell'Oceano Atlantico a nord dell'equatore tra il 25 maggio e l'11 novembre 1918.
Sub(marine) ChaserPer servizio anti-sommergibile prestato ad est del trentaseiesimo meridiano e a nord dell'equatore tra il 6 aprile 1917 e l'11 novembre 1918, ed in mare aperto nell'Oceano Atlantico, a nord dell'equatore, tra il 25 maggio e l'11 novembre 1918.
TransportPer il personale regolarmente impiegato su navi trasporto o da carico, nel Nord Atlantico, tra il 6 aprile 1917 e l'11 novembre 1918.
West IndiesPer servizio ad Haiti, Santo Domingo, Cuba o Isole Vergini prestato tra il 6 aprile 1917 e l'11 novembre 1918.
White SeaPer servizio su qualsiasi nave che abbia fatto scalo in un porto russo tra il 6 aprile 1917 e l'11 novembre 1918 o qualsiasi nave in missione di guerra che abbia fatto scalo in un porto russo nel Mar Bianco per non meno di dieci giorni tra il 12 novembre 1918 ed il 31 luglio 1919.

### Stellette

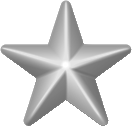
Stelletta d'argento.

#### Citation Star
La Citation Star (o Silver Star Citation: Stella d'argento di encomio) per la World War I Victory Medal fu istituita dal Congresso degli Stati Uniti d'America con legge del 9 luglio 1918, che autorizzò ogni membro dell'Esercito degli Stati Uniti che aveva ricevuto un encomio per il suo coraggio in azione tra il 1917 e il 1920, ad apporre sul nastrino della Victory Medal una stelletta d'argento a cinque punte, del diametro di 3/16 di pollice.
Nel 1932, la Silver Citation Star fu sostituita dalla Silver Star, una medaglia che al suo centro incorpora la Citation Star; previa richiesta al Dipartimento della Guerra degli Stati Uniti ogni titolare della Silver Citation Star può ottenerne la conversione in una Silver Star.

#### Navy Commendation Star
La Navy Commendation Star (Stella encomio della Marina) fu autorizzata nel 1918 per ogni militare in servizio che aveva ricevuto un encomio dal Segretario alla Marina per coraggio o eroismo, durante la Prima Guerra Mondiale. 
La Navy Commendation Star veniva indossata sul nastro della World War I Victory Medal sotto forma di stelletta d'argento, identica alla Silver Citation Star dell'Esercito. 
A differenza della versione dell'Esercito, tuttavia, la Navy Commendation Star non poté essere trasformata in una medaglia Silver Star.
All'inizio della Seconda guerra mondiale, la Navy Commendation Star fu dichiarata obsoleta e nessuna ne fu emessa tra il 1941 e il 1945.
Negli anni cinquanta, il Dicastero della Marina cominciò ad accettare le richieste dei veterani della Prima guerra mondiale di cambiare la Navy Commendation Star con la Navy Commendation Medal.

### Insegne per il nastrino

Stelletta in bronzo.

#### Service stars
Poiché le barrette potevano essere portate solo con la medaglia, per indicare battaglie e campagne quando veniva indossato solo il nastrino sull'uniforme militare, fu autorizzata l'apposizione di "stellette di servizio" in bronzo sul nastrino della World War I Victory Medal, i non-combattenti, cui spettava una barretta di servizio, non potevano mettere stellette sul nastrino.

#### Croce di Malta

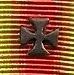
Croce di Malta.

Furono autorizzati ad apporre una croce di Malta in bronzo del diametro di 3/16 di pollice, sul nastrino da indossare senza medaglia, Ufficiali e soldati del Corpo dei Marines e del Medical Corps della United States Navy che erano stati assegnati all'American Expeditionary Forces in Francia per qualsiasi periodo tra il 6 aprile 1917 e l'11 novembre 1918, ma che non avevano diritto ad una delle barrette di battaglia previste dall'Ordine Generale n. 83 emesso il 30 giugno 1919 del War Deparment.